# Tiofen
Tiofen, även benämnd tiofuran, C4H4S, är en heterocyklisk förening bestående av en platt, femledad ring.  Föreningar analoga med tiofen inkluderar furan (C4H4O) och pyrrol (C4H4NH).
Tiofen upptäcktes som en förorening i bensen. Det observerades att isatin bildar ett blått färgämne om det blandas med svavelsyra och rå bensen. Bildandet av den blå indofenin troddes länge vara en reaktion med bensen. Victor Meyer kunde emellertid isolera det ämne som orsakade denna reaktion från bensen. Denna nya heterocykliska förening var tiofen.

## Egenskaper
Tiofen är en färglös, flytande, giftig, vattenolöslig heteroaromatisk förening med bensenliknande lukt.
Den höga reaktiviteten hos tiofen mot sulfonering är grunden för separation av tiofen från bensen, vilka är svåra att separera genom destillation på grund av deras liknande kokpunkter (4 °C skillnad vid normaltryck). Liksom bensen, bildar tiofen en azeotrop med etanol.

## Förekomst och framställning
Tiofen förekommer bl. a. i stenkolstjära och petroleum och är därför en vanlig föreorening i bensen. I substiuterad form återfinns tiofen i en rad naturliga aromämnen. Ämnet kan framställas tekniskt ur butan och svavel.

## Användning
Tiofener är viktiga heterocykliska föreningar som ofta används som byggstenar i många jordbrukskemikalier och läkemedel. Bensenring av en biologiskt aktiv förening kan ofta ersättas med en tiofen utan förlust av aktivitet. Detta ses i sådana exempel som NSAID lornoxikam, tiofenanalog av piroxikam.
Tiofen kan också användas som lösningsmedel och som utgångsmaterial vid tillverkning av plaster och färgämnen.